# Hedadalu, Chikmagalur
Hedadalu là một làng thuộc tehsil Chikmagalur, huyện Chikmagalur, bang Karnataka, Ấn Độ.